# Arès et Aphrodite
 (mai 2025).
Arès et Aphrodite ou Mars et Vénus est une fresque antique retrouvée dans la Maison des Noces d'Hercule (ou Maison d'Arès et Aphrodite) à Pompéi et conservée au musée archéologique national de Naples.

## Histoire
Située au centre du mur ouest du tablinum, la fresque a été réalisée entre 45 et 79. La peinture, découverte le 24 juin 1820, portait l'un des deux noms, celui d'Arès (Mars) et d'Aphrodite (Vénus), sous lesquels est connue la maison dans laquelle elle a été localisée ; la fresque a été ensuite détachée de son support pour être fixée sur un tableau.

## Description
La fresque suit une forme pyramidale, d'origine hellénistique : au centre se trouve Aphrodite, à la peau claire, un manteau couvrant ses jambes et ornée de bijoux tels qu'un diadème dans ses cheveux, des boucles d'oreilles en perles, une chaîne entre ses seins et ses hanches, des bracelets et des chevillères ; dans sa main droite elle tient la lance d'Arès : le dieu, au teint sombre, est assis, vêtu d'un manteau violet ; de sa main droite il tient le manteau qui recouvrait en partie Aphrodite, découvrant ses seins. En haut à gauche, au-dessus d'un bouclier, un cupidon vole et joue avec l'épée d'Arès, tandis qu'aux pieds du couple d'amoureux se trouve un autre cupidon qui retire un casque de sa tête.